# 駒岡堂の前古墳
座標: 北緯35度32分00.4秒 東経139度39分19.9秒 / 北緯35.533444度 東経139.655528度
駒岡堂の前古墳（こまおかどうのまえこふん）、または駒岡堂ノ前古墳は、かつて神奈川県横浜市鶴見区駒岡に所在した古墳時代後期（6世紀代）の古墳。駒岡古墳群の1つ。墳形は前方後円墳であったと考えられている。

## 立地と概要
鶴見区西部に広がる下末吉台地（標高40-50メートル）の、鶴見川南岸に面した台地北端部（地域名では鶴見区駒岡・梶山・三ツ池公園・上末吉・下末吉・諏訪坂にかけて）には、かつて複数の古墳群や横穴墓群が分布しており、同区駒岡に集中域をもつ古墳群は「駒岡古墳群」と呼ばれている。
1907年（明治40年）4月4日に駒岡北端の丘陵斜面で土取工事中に横穴墓が開口し、1908年（明治41年）10月9日に東京帝国大学の坪井正五郎が招聘され、横穴墓と山頂の古墳を発掘調査したことで、岩瀬山横穴墓群と駒岡瓢箪山古墳が知られるようになった（駒岡古墳群）。
駒岡堂の前古墳は、駒岡瓢箪山古墳の位置する丘陵から南西に続く稜線上に所在し、前方部を北に向けた25メートルのほどの前方後円墳だったとされる。堂の前古墳の近くには横穴墓も存在したとされる。しかし1968年（昭和43年）頃に削平されてしまい、詳しい墳形は不明である。堂の前古墳のあった丘陵自体は現存しており、堂の前古墳所在地点の北東側に1基の古墳が現存しているとされるものの、多くの古墳や横穴墓群は後の時代に丘陵ごと削平されてしまい、駒岡古墳群はほぼ消滅状態にある。
堂の前古墳からの出土遺物として、埴輪が知られており、円筒埴輪のほか、翳（さしば）形や靫（ゆぎ）形・大刀形・家形などの器財埴輪（形象埴輪）が存在する。埴輪の年代から、堂の前古墳の築造年代は6世紀代であったと推定されている。これらは、今日ほとんどが失われてしまった鶴見川流域の古墳の様相を伝える貴重なものとして、同じ駒岡古墳群に属する山野古墳の出土遺物とともに師岡熊野神社（横浜市港北区）の熊野郷土博物館が所蔵している。